# Liste der Straßen in Deuben (Freital)

Lage von Deuben in Freital

Die Liste der Straßen in Deuben enthält alle benannten Straßen des Stadtteils Deuben der Großen Kreisstadt Freital im Landkreis Sächsische Schweiz-Osterzgebirge.
In Deuben gibt es 55 benannte Straßen und Plätze. Am bedeutendsten für den Verkehr im Stadtteil ist die Dresdner Straße, die als Staatsstraße 194 ausgewiesen ist. Eine wichtige Verbindungsfunktion in Richtung Possendorf und zur Bundesstraße 170 erfüllt außerdem die Poisentalstraße. Sie Teil des Verkehrszugs Staatsstraße 36. Hinzu kommen die Hüttenstraße und die Bahnhof- sowie Poststraße als Teil der Freitaler Innenstadtumfahrung. Der Straßenzug aus Krönert-, Mühlen- und Körnerstraße schließt die Wohngebiete im Ortskern an die größeren Straßen an.
Die Regionalverkehr Sächsische Schweiz-Osterzgebirge GmbH betreibt im Stadtteil an der Hüttenstraße den Busbahnhof, von dem aus die Linien des Stadtverkehrs Freital verkehren. Alle größeren Straßen in Deuben werden von Buslinien befahren und auch mit Haltestellen erschlossen.

## Legende
Die nachfolgende Tabelle gibt eine Übersicht über die vorhandenen Straßen und Plätze im Stadtteil sowie einige dazugehörige Informationen. Im Einzelnen sind dies:
- Bild: Foto der Straße.
- Name/Lage: Aktuelle Bezeichnung der Straße oder des Platzes sowie unter ‚Lage‘ ein Koordinatenlink, über den die Straße oder der Platz auf verschiedenen Kartendiensten angezeigt werden kann. Die Geoposition gibt dabei ungefähr die Mitte der Straße an.
- Namensherkunft: Ursprung oder Bezug des Namens.
- Anmerkungen: Weitere Informationen bezüglich anliegender Institutionen, der Geschichte der Straße, historischer Bezeichnungen, Kulturdenkmalen usw.

## Straßenverzeichnis
| Bild           | Name/Lage                     | Namensherkunft                                                                                     | Anmerkungen |
| -------------- | ----------------------------- | -------------------------------------------------------------------------------------------------- | --- |
|                | Am Pfaffengrund (Karte)       | Pfaffengrund, Landschaftsform zwischen Weißig und Deuben                                           | |
| Bilder         | Am Stahlwerk (Karte)          | Edelstahlwerk Freital                                                                              | Die kurze Straße schließt den Haupteingang des Edelstahlwerks an die Güter-/Poststraße an. |
| weitere Bilder | An der Kirche (Karte)         | Christuskirche Deuben                                                                              | Ein früherer Straßenname war „Kirchstraße“. Am Ende der Straße befindet sich die namensgebende Deubener Kirche, die Christuskirche, umgeben von einem kleinen Park |
| Bilder         | An der Weißeritz (Karte)      | Weißeritz, größter Fluss in Freital                                                                | Die Straße folgt dem rechten Flussufer der Weißeritz in Deuben. Mehrere dreigeschossige Wohngebäude mit Klinkerfassade stehen dort unter Denkmalschutz. |
|                | Bäckergasse (Karte)           | | Die Bäckergasse ist eine kurze Stichstraße von der Dresdner Straße aus. |
| Bilder         | Bahnhofstraße (Karte)         | Bahnhof Freital-Deuben                                                                             | Die nach dem Deubener Bahnhaltepunkt benannte Straße ist Teil der Umgehungsstraße Freitals. Siehe auch: Bahnhofstraße in Döhlen |
|                | Berglehne (Karte)             | Hanglage der Straße (Leite, Lehne)                                                                 | Siehe auch: Berglehne in Hainsberg |
| Bilder         | Bergstraße (Karte)            | Lage am Berg hinauf zur Opiter Höhe                                                                | Eine um 1900 erbaute Villa auf der Bergstraße (Nr. 14) ist denkmalgeschützt. |
| Bilder         | Brückenstraße (Karte)         | | Die Brückenstraße durchquert das in den 1990er Jahren angelegte Wohngebiet „Mühlenviertel“ und ist dort Fußgängerzone. Lediglich der nördliche Teil ist von der Poisentalstraße aus befahrbar. Das in der Einmündung in die Poisentalstraße gelegene Eckwohnhaus Brückenstraße 1 steht unter Denkmalschutz. |
|                | Bürgerstraße (Karte)          | | Die Bürgerstraße ist im Bereich zwischen dem Klinikum Freital einschließlich der Brücke über die Weißeritz Fußgängerzone. |
|                | Döhlener Straße (Karte)       | Döhlen, Stadtteil von Freital                                                                      | Die Döhlener Straße ist teils in den Busbahnhof Freital-Deuben integriert, der südöstliche Teil ab der Fuhrmannstraße wurde beim Bau des Busbahnhofes zum Fußgängerbereich umgestaltet. |
| Bilder         | Dresdner Straße (Karte)       | Dresden, Landeshauptstadt Sachsens                                                                 | Die Dresdner Straße ist als wichtigste Straße des Stadtteils Teil der Staatsstraßen S 36 und S 194. Die geschlossene Häuserzeile Dresdner Straße 190–200 ist denkmalgeschützt. Außerdem befinden sich das ehemalige Deubener Rathaus (heute Außenstelle der Stadtverwaltung) sowie mehrere geschützte Gründerzeithäuser an der Straße. 1902 wurde die Plauensche Grundbahn, eine Straßenbahnlinie von Plauen mit Endpunkt Deuben, eröffnet und 1906 bis Hainsberg über die Dresdner Straße erweitert. Nach 72 Betriebsjahren wurde der Straßenbahnverkehr auf der Dresdner Straße im Jahr 1974 eingestellt. Bis 1964 hieß die Straße auf Deubener Gebiet „Obere Dresdner Straße“, dann wurde sie mit der in Potschappel und Teilen von Döhlen liegenden „Unteren Dresdner Straße“ vereinigt. Siehe auch: Dresdner Straße in Döhlen, Hainsberg und Potschappel |
|                | Forstweg (Karte)              | | |
|                | Fröbelweg (Karte)             | Friedrich Fröbel (1782–1852), Pädagoge                                                             | Der komplett für den Autoverkehr gesperrte Fröbelweg überquert die Weißeritz mit einer Holzbrücke und verläuft anschließend durch das „Mühlenviertel“. |
|                | Fuhrmannstraße (Karte)        | | In einer Straßenkarte von 1947 ist der Weg als „Feldstraße“ verzeichnet. |
|                | Gabelsbergerstraße (Karte)    | Franz Xaver Gabelsberger (1789–1849), Stenograph und Erfinder eines Kurzschriftsystems             | |
| Bilder         | Goetheplatz (Karte)           | Johann Wolfgang von Goethe (1749–1832), Dichter                                                    | Die Straße „Goetheplatz“ umschließt eine 1904 angelegte und heute denkmalgeschützte Parkanlage mit Teich, Fontäne und einem Gedenkstein an König Albert von Sachsen. Das Wohnhaus Goetheplatz 17 ist denkmalgeschützt. |
| Bilder         | Güterbahnhofstraße (Karte)    | Güterbahnhof Hainsberg                                                                             | Die Güterbahnhofstraße durchquert den Hainsberger Güterbahnhof, ist aber von der Poststraße aus nur bis zur ersten Bahnüberführung für den Individualverkehr freigegeben. Siehe auch: Güterbahnhofstraße in Hainsberg |
|                | Güterstraße (Karte)           | | |
|                | Hainleite (Karte)             | Hanglage der Straße (Leite)                                                                        | |
|                | Heimatblick (Karte)           | | |
|                | Hermann-Henker-Straße (Karte) | Julius Hermann Henker, früherer Gemeindevorsteher von Döhlen                                       | |
|                | Hermann-Wolf-Straße (Karte)   | Hermann Wolf (1861–1939), Heilkundelehrer und Gründer des heutigen Freibades „Windi“               | |
|                | Hinterstraße (Karte)          | | |
| Bilder         | Hohe Lehne (Karte)            | Hanglage der Straße (Leite, Lehne)                                                                 | Zuvor hieß sie „Hohe Straße“. Die Hausnummer 25 ist eine denkmalgeschützte Mietvilla, die um 1900 erbaut wurde. Siehe auch: Hohe Lehne in Hainsberg |
| Bilder         | Hüttenstraße (Karte)          | | Die Hüttenstraße bindet in Deuben den Busbahnhof an das übrige Straßennetz an und stellt gleichzeitig die Verbindung der Umgehungsstraße mit der Poisentalstraße Richtung Possendorf her. Siehe auch: Hüttenstraße in Döhlen |
| Bilder         | Jägerstraße (Karte)           | | Siehe auch: Jägerstraße in Schweinsdorf |
| Bilder         | Johannisstraße (Karte)        | Johannes der Täufer, auch Namensgeber der Johanniskapelle auf dem Deubener Friedhof                | In der Johannisstraße befindet sich die Katholische Pfarrei St. Joachim mit Kirchsaal im ersten Obergeschoss. |
|                | Körnerstraße (Karte)          | Theodor Körner (1791–1813), Dichter und Dramatiker                                                 | Über die Körnerstraße verlief bis 1967 die Güterbahn Deuben, die die Egermühle und die Lederfabrik per Rollbockverkehr an das Schienennetz anschloss. |
|                | Kreuzstraße (Karte)           | | Siehe auch: Kreuzstraße in Schweinsdorf |
| Bilder         | Krönertstraße (Karte)         | Traugott Leberecht Krönert (1822–1888), Geldgeber des „Krönert-Stifts“ (Koch- und Haushaltsschule) | Die Krönertstraße ist Standort einiger repräsentativer und denkmalgeschützter Wohngebäude und des Hauptgebäudes des Weißeritzgymnasiums, dem Schulgebäude Krönertstraße 25. |
| Bilder         | Lange Straße (Karte)          | | An der Langen Straße steht das ehemalige Diakonat der Deubener Kirche. Außerdem befand sich in der Langen Straße 19 das Freitaler Stadtbad. Das denkmalgeschützte Gebäude wird heute als Wohnhaus genutzt. Außerdem ist ein 1901 erbautes Wohnhaus mit Fachwerk im Obergeschoss zu finden. |
| Bilder         | Lessingstraße (Karte)         | Gotthold Ephraim Lessing (1729–1781), Dichter                                                      | An der Lessing- und Mühlenstraße befindet sich die weithin sichtbare und für das Ortsbild markante Egermühle. |
| Bilder         | Leßkestraße (Karte)           | Friedrich August Leßke (1841–1904), Lehrer, Kantor, Heimatforscher                                 | Die Villa Leßkestraße 1 war das Verwaltungsgebäude des Elektrizitätswerks für den Plauenschen Grund. Siehe auch: Leßkestraße in Burgk |
|                | Marianne-Bruns-Straße (Karte) | Marianne Bruns (1897–1994), Schriftstellerin                                                       | Die etwa 180 Meter lange Straße erschließt ein ab 2009 erschlossenes Eigenheimbaugebiet. Im Januar 2011 wurde sie gewidmet. |
|                | Mozartstraße (Karte)          | Wolfgang Amadeus Mozart (1756–1791), Komponist der Wiener Klassik                                  | Noch 1922 lautete der Straßenname „Rathausstraße“ nach dem anliegenden Rathaus Deuben. |
| Bilder         | Mühlenstraße (Karte)          | Egermühle                                                                                          | An der Lessing- und Mühlenstraße befindet sich die weithin sichtbare und für das Ortsbild markante Egermühle. Über die Straße verlief bis 1967 die Güterbahn Deuben, die die Egermühle und die Lederfabrik per Rollbockverkehr an das Schienennetz anschloss. |
|                | Neue Straße (Karte)           | | |
|                | Opitzer Straße (Karte)        | Groß- und Kleinopitz, Ortsteile von Tharandt bzw. Wilsdruff                                        | |
| weitere Bilder | Pestalozzistraße (Karte)      | Johann Heinrich Pestalozzi (1746–1827), Schweizer Pädagoge                                         | An der Ecke Pestalozzi-/Krönertstraße ist die ehemalige Pestalozzi-Schule, heute Außenstelle des Weißeritzgymnasiums, gelegen. Das Haus in der Pestalozzistraße 6 ist das Pfarrhaus der Deubener Gemeinde. |
| Bilder         | Poisentalstraße (Karte)       | Tal des Poisenbachs                                                                                | Die Poisentalstraße (Staatsstraße 194) beginnt an der Dresdner Straße und führt durch den Poisenwald Richtung Possendorf. Gleich zu Beginn steht stadtauswärts auf der rechten Seite eine denkmalgeschützte Häuserzeile, unter anderem mit dem ehemaligen Gasthof „Deutsche Eiche“. Ortsbildprägend ist zudem das Fabrikgebäude der ehemaligen Lederfabrik Sohre. Bis 1972 wurde die Poisentalstraße bis zur Einmündung der Körnerstraße durch die Güterbahn Deuben befahren. Siehe auch: Poisentalstraße in Niederhäslich und Schweinsdorf |
| Bilder         | Poststraße (Karte)            | Straßenlage am Deubener Postamt                                                                    | Frühere Namen der Poststraße waren „Hindenburgstraße“ (1940) und „Friedrich-Engels-Straße“ (1947) Eine um 1905 errichtete Jugendstilvilla steht dort unter Denkmalschutz. |
|                | Quergasse (Karte)             | | |
|                | Rehsteig (Karte)              | | |
|                | Robert-Koch-Straße (Karte)    | Robert Koch (1843–1910), Mediziner und Mikrobiologe                                                | Die Straße wurde zur Erschließung des Platten-Neubaugebietes Deuben-Süd angelegt. |
| Bilder         | Roseggerstraße (Karte)        | Peter Rosegger (1843–1918), österreichischer Schriftsteller und Poet                               | |
|                | Roßmäßlerstraße (Karte)       | Emil Adolf Roßmäßler (1806–1867), Naturforscher, Politiker und Volksschriftsteller                 | |
| Bilder         | Sachsenplatz (Karte)          | | |
| Bilder         | Schillerstraße (Karte)        | Friedrich Schiller (1759–1805), Dichter, Philosoph und Historiker                                  | Die Wohnhäuser Schillerstraße 7, 9 und 10 sind denkmalgeschützt. |
|                | Semmelweisstraße (Karte)      | Ignaz Semmelweis (1818–1865), ungarischer Arzt                                                     | 1947 war sie als „Egerstraße“ nach dem Besitzer der Egermühle, Heinrich Richard Eger, benannt. Bei der Errichtung des Neubaugebietes Deuben-Süd wurde sie bis an die neu angelegte Robert-Koch-Straße verlängert. |
| Bilder         | Südstraße (Karte)             | | Siehe auch: Südstraße in Hainsberg |
| Bilder         | Wehrstraße (Karte)            | | In der Wehrstraße befinden sich zwei unter Denkmalschutz stehende Mietvillen. |
|                | Weststraße (Karte)            | | |
|                | Zechelsweg (Karte)            | | Die zu NS-Zeiten angelegte Straße war zunächst nach Robert Ley (1890–1945), einem führenden Politiker der NSDAP, benannt. |
|                | Zelterstraße (Karte)          | | Auf einer Karte von 1947 ist die Straße als „Louisenstraße“ verzeichnet. Der Durchgang zur Dresdner Straße ist heute nur noch für Fußgänger und Radfahrer möglich. |